# 黃金廣場 (香港)
黃金廣場（英語：Goldmark）是位於香港香港島灣仔區銅鑼灣軒尼詩道502號的商業大廈及零售商舖，座落於港鐵銅鑼灣站上蓋，為泛海國際集團的核心物業之一，其擁有物業權益33%。物業管理公司是昌生集團。
物業在1987年開幕，所佔樓面面積約110000平方呎。

## 物業規格
26層辦公室樓層，地面商舖匯集著名零售商店，包括六福珠寶及莎莎化妝品。
物業毗鄰新落成希慎廣場及崇光百貨。

## 外部連結
- （繁體中文）黃金廣場 （页面存档备份，存于）